# كاري دبليو. هايز
كاري دبليو. هايز (بالإنجليزية: Carey Hayes)‏ هو كاتب سيناريو ومنتج أفلام أمريكي، ولد في 21 أبريل 1961 في بورتلاند في الولايات المتحدة.

## وصلات خارجية
- كاري دبليو. هايز على موقع IMDb (الإنجليزية)
- كاري دبليو. هايز على موقع ألو سيني (الفرنسية)
- كاري دبليو. هايز على موقع أول موفي (الإنجليزية)
- كاري دبليو. هايز على موقع قاعدة بيانات الأفلام السويدية (السويدية)
- كاري دبليو. هايز على موقع قاعدة بيانات الفيلم (الإنجليزية)
- كاري دبليو. هايز على موقع كينوبويسك (الروسية)